# Crystal (singe)
Pour les articles homonymes, voir Crystal.
Crystal (ou Crystal the Monkey, en français : Crystal le singe), née le 6 mai 1994, est un singe capucin femelle, actrice de cinéma et de télévision. Elle appartient à la société Birds & Animals Unlimited, le plus grand fournisseur hollywoodien d'animaux, qui l'a formée.
Sa carrière d'actrice débute dans le film George de la jungle sorti en 1997. Elle joue ensuite le singe Dexter dans La Nuit au musée et un singe trafiquant de drogue dans Very Bad Trip 2. En 2012, elle joue le rôle du Dr Rizzo dans la série télévisée Animal Practice. Elle a également joué dans les films American Pie, 3 h 10 pour Yuma, Dr. Dolittle, Zookeeper, Nouveau Départ et plus récemment dans The Fabelmans.

## Biographie

### Carrière d'actrice au sein d'Universal Studios
En 1996, Birds & Animals Unlimited, le plus grand fournisseur d'animaux à Hollywood, envoie un de ses entraîneurs acheter un singe capucin en Floride. Birds & Animals préfère commencer à entraîner des singes jeunes, idéalement ceux qui ont près d'un an. Crystal, âgée de deux ans et demi, est proposée. L'entraîneur se décide finalement d'acheter à la fois Crystal et deux singes capucins plus jeunes qui sont remis à trois employés : Crystal est donnée à Tom Gunderson (en), un employé présent dans l'entreprise depuis quelques années et qui travaille principalement aux spectacles animaliers d'Universal Studios Florida. Il la baptise Crystal, en référence à la chanteuse de musique country Crystal Gayle. Benjamin Wallace, du magazine New York, écrit sur Crystal : « C'est comme si elle était née pour jouer. ».
Gunderson et Crystal travaillent ensemble pendant huit ans au spectacle Animal Actors. Du fait que le spectacle est pyrotechnique et qu'il y a un public bruyant et enthousiaste, Gunderson considère que c'est « un camp d'entraînement » et « une excellente façon pour un singe de grandir et de s'habituer à ce genre d'environnement ». Contrairement à la majorité des singes qui étaient dérangés par la musique et les enfants, Crystal est remarquablement mature. Plutôt que de détruire un animal en peluche comme n'importe quel autre singe, elle préfère se toiletter et jouer avec les leviers de son centre d'activités pour enfant. Crystal est surnommée « le singe le plus chaud d'Hollywood » par USA Today,  tandis que le Los Angeles Times l'appelle « l'animal de compagnie le plus puissant d'Hollywood ».

### Vie privée
Crystal vit avec son entraîneur, Tom Gunderson, dans le comté de Los Angeles, en Californie. D'autres animaux vivent également avec elle, notamment des chiens, des chevaux, un chat et une autre capucine appelée Squirt. Crystal, qui dort au moins huit heures par jour, partage le lit avec Gunderson, sa femme, Squirt et un chihuahua.

## Filmographie
- 1997 : George de la jungle
- 1998 : Dr. Dolittle : le singe saoul
- 1999 : American Pie
- 2000 : Terror Tract : Bobo
- 2001 : Docteur Dolittle 2 : le singe saoul
- 2001 : American Pie 2
- 2002 : Malcolm (série télévisée), 1 épisode : Oliver
- 2004 : Garfield
- 2005 : Braqueurs amateurs : le singe test
- 2006 : Raymond
- 2006 : La Nuit au musée : Dexter
- 2006 : Playboy à saisir
- 2007 : 3 h 10 pour Yuma
- 2009 : La Nuit au musée 2 : Dexter
- 2010-2013 : Community (série télévisée), 5 épisodes
- 2011 : Very Bad Trip 2 : le singe dealer
- 2011 : The Big Bang Theory (série télévisée), 1 épisode : Ricky, le singe fumeur
- 2011 : Zookeeper : Donald
- 2011 : Nouveau Départ : Crystal
- 2012-2013 : Animal Practice (série télévisée), 7 épisodes : Dr Rizzo
- 2013 : The Good Thing
- 2013 : Very Bad Trip 3
- 2013 : Les Copains super-héros
- 2014 : All Hail the King (en) (court-métrage, vidéo)
- 2014 : La Nuit au musée : Le Secret des Pharaons : Dexter
- 2015 : Russell Madness : Hunk
- 2016 : Gibby : Un amour de singe : Gibby
- 2016 : Legends of the Hidden Temple
- 2016 : Le Vieux qui ne voulait pas payer l'addition : Erlander
- 2019 : Total Dhamaal
- 2023 : The Fabelmans : Bennie